# Галузевий державний архів Управління державної охорони України
Галузе́вий держа́вний архі́в Управлі́ння держа́вної охоро́ни Украї́ни (ГДА УДО України) — архівна установа у складі Управління державної охорони України.

## Історія
15 січня 1992 року було створено Управління державної охорони України, як силову структуру зі спеціальним статусом. У 1998 році створено Архів Управління державної охорони України, який поставлено на облік у Центральному державному архіві вищих органів влади і управління України і визначено його статус як відомчий.
Внаслідок того, що в діяльності підрозділів УДО України утворювалася велика кількість документів, які, з одного боку, вимагали довгострокового або постійного зберігання, та, з іншого, містили інформацію з обмеженим доступом, виникла потреба у створені Галузевого державного архіву УДО України на базі існуючого відомчого. У 2002 році відповідно до постанови КМУ було розроблено «Положення про Галузевий державний архів Управління державної охорони України», яке було введено в дію у 2004 році.

## Фонди
- 7 фондів, понад 4 300 одиниць зберігання (фонд нормативно-розпорядчих актів Управління, фонд особових справ співробітників, фонд фінансових документів Управління, та ін.) провадженням з 1992 року.

## Основні типи документів
- нормативно-розпорядчі акти УДО України;
- документальні матеріали правового забезпечення УДО України;
- документи фінансово-економічної діяльності;
- документальні матеріали оперативно-статистичної звітності та з питань забезпечення безпеки осіб, які охороняються;
- особові справи колишніх військовослужбовців УДО України;
- документи із соціально-побутових питань;
- документальні матеріали адміністративно-господарського та матеріально-технічного обслуговування.

## Керівники
- Комісарчук Оксана Вікторівна (поточний)[4]
- Лук'яненко Лариса Вікторівна (колишній)[5]
- Шевченко Галина Вікторівна (колишній)